# Francesc Tortellà Rebassa
Francesc Tortellà Rebassa (Sineu, 2 de setembre de 1937) va ser un ciclista balear, que fou professional entre 1961 i 1967. De la seva carrera destaca la victòria d'etapa a la Volta a Andalusia de 1962.
Quan era amateur va participar en els Jocs Olímpics de 1960 en les proves de ciclisme en pista.

## Palmarès en ruta
- 1957
  - 1r al Trofeu Mossen Borràs
  - 1r al Gran Premi de Catalunya
- 1958
  - 1r al Gran Premi de Catalunya
- 1963
  - Vencedor d'una etapa a la Volta a Andalusia

## Palmarès en pista
- 1955
  -  Campió d'Espanya amateur de Velocitat
- 1956
  -  Campió d'Espanya amateur de Velocitat
- 1959
  -  Campió d'Espanya amateur de Velocitat
- 1960
  -  Campió d'Espanya amateur de Velocitat
  -  Campió d'Espanya amateur de Persecució
- 1963
  -  Campió d'Espanya de Velocitat
- 1964
  -  Campió d'Espanya de Velocitat
  -  Campió d'Espanya de Persecució
- 1965
  -  Campió d'Espanya de Velocitat